# Озеро по координатам 77° S 90° E
Озеро по координатам 77° S 90° E (Озеро 90°E или Озеро 90 градусов восточной долготы) — второе по размеру из известных подлёдных озер в Антарктиде. Глубина озера не менее 900 метров, но не более 3000 метров, площадь озера около 2000 км². Озеро расположено в районе антарктической станции «Советская», имеет координаты 77° южной широты, 90° восточной долготы. Было обнаружено в 2006 году вместе с озером Советская.